# Rubens Ferronato
Rubens Ferronato (Araruna, 2 de junho de 1962) é um professor brasileiro especializado no desenvolvimento de recursos pedagógicos no ensino de matemática, em especial na inclusão social de deficientes visuais.

## Biografia
Nascido no município de Araruna, filho de agricultores, aos cinco anos já trabalhava com seus pais no campo, naquela época caso pedisse um brinquedo de presente, recebia de seu pai ferramentas de marcenaria e autorização para fabricar seu próprio brinquedo. Aos sete anos foi matriculado na primeira série em uma escola isolada e multisseriada, na qual quando em sala de aula era proibido até mesmo conversar, mesmo assim concluiu a primeira fase de ensino sendo um dos melhores alunos da escola.
Aos 11 anos era a única criança matriculada no ginásio para estudar no período noturno, já que durante o dia precisava ainda trabalhar na agricultura e operar tratores e colheitadeiras. Nesta mesma época, infelizmente, o seu desempenho escolar começou a decair e se manteve nesse ritmo até a conclusão do ensino médio, pois não conseguia compreender e não via sentido nas matérias ali ensinadas, em especial no tema da matemática.[carece de fontes?]
Tinha um sonho de seguir os ensinamentos práticos de sua família na mecânica e por isso, pretendia cursar Engenharia Mecânica na graduação, no entanto se sentiu incapaz de fazer o vestibular para cursa-lo. Diante disso, percebeu que o não entendimento da matemática na vida prática o limitava, portanto reconheceu que havia a necessidade de aprendê-la. Com este objetivo, decidiu por seguir na formação como matemático na faculdade, quando após muitas dificuldades no primeiro ano, começou a se destacar como aluno.
Não sabendo exatamente quando entrar na carreira de magistério, decidiu oferecer aulas gratuitas para estudantes que apresentavam problemas de aprendizagem, naquele momento os já alunos relatavam que o ensino era diferente e conseguiam obter melhor desempenho com o mesmo. Tal qual estava sendo baseado em problemas e operações com aplicabilidades na vida cotidiana. Realizou esse trabalho por um período de dez anos, quando decidiu seguir na carreira docente.[carece de fontes?]
A primeira experiência como professor em sala de aula ocorreu no ano de 1995, como não tinha experiencia começou a dar aula de uma forma diferenciada do sistema tradicional, pois sabia que os resultados não eram bons, além de que os alunos não gostavam de aprender a disciplina. Por conta disso, optou por um ensino onde apresentava os temas com significado e muitos detalhes. Nesta época, mesmo atendendo 15 turmas, com um total de 400 alunos, construiu o seu primeiro laboratório de matemática, a fim de se conquistar, acima de tudo, resultados melhores.[carece de fontes?]
No ano de 1998 teve uma experiência frustrada com o ensino de matemática, quando queria inovar ao ensinar matemática a um aluno cego, mas não foi permitido pela direção da escola, sob o pretexto de que deveria utilizar o mesmo método de ensino tradicional com ele. No entanto, o ensino convencional não era o suficiente para a aprendizagem, com isso se sentiu frustrado.[carece de fontes?]
Houve uma nova experiencia no ano 2000, quando soube que teria um estudante cego. Entrou na sala de aula ansioso para dar continuidade ao trabalho que fora impedido dois anos antes. Começou a aula como tivesse apenas alunos cegos na sala, relatava as informações com muitos detalhes, ao final da aula a sala inteira se levantou e começou a bater palmas. 
Os dias se passaram e a complexidade da matemática foi aumentando ao ponto que a linguagem não era mais suficiente para atender as necessidades do estudante cego, os estudos envolviam tabelas, funções, gráfico, e o mesmo já não queria frequentar as aulas, foi quando o professor então decidiu fazer uma promessa para o aluno: “amanhã terei um material para você aprender matemática”. Naquele momento ele não sabia o que fazer, mas não queria perder o aluno.[carece de fontes?]
Passou a noite em claro, no dia seguinte visitou escolas especializadas, assim como bibliotecas e livrarias, no entanto nada atendia a necessidade imposta pela disciplina, foi então quando decidiu entrar em uma loja de matérias de construção. Ao ver uma placa perfurada visualizou um plano cartesiano e bastava acrescentar rebites e elásticos para desenhar gráficos. No final da tarde e na hora marcada o material estava pronto. Foi ao encontro do aluno e após 40 minutos de aulas o mesmo disse: “Aprendi mais hoje do que em toda minha vida...professor você não inventou um material para mim, mas para todos os cegos do mundo! Era isso que faltava para a gente aprender matemática”.
Desde então, o aluno cego não apenas compreendia as matérias, como também passou a ser incluído socialmente na sala de aula. Além de que, os alunos afirmavam que quando a aula era voltada ao deficiente visual, todos tinham um melhor entendimento da disciplina. Como atuava como professor de várias séries e diferentes colégios, decidiu aplicar a mesma metodologia nas demais escolas desde os anos iniciais ao ensino superior. Em poucos dias de trabalho aquela nova metodologia juntamente com a placa perfurada receberam o nome de Multiplano, tal qual até hoje é a principal frente de ensino e estudo do professor Rubens na área acadêmica.[carece de fontes?]

## Prêmios e Homenagens
- 2018 — Top 50 da Global Teacher Prize[2]
- 2017/18 — Exposição Inovanças no Museu do Amanhã[3]
- 2017 — Finalista do VIVA IDEA – Prêmio Schindler
- 2012 — Prêmio FINEP em Tecnologia Assistiva[4]
- 2005 — Prêmio Top Educacional Mário Palmério - ABMES
- 2005 — Prêmio Tecnologia Social da Fundação Banco do Brasil[5]